# 尖沙咀支線
尖沙咀支綫（英語：Tsim Sha Tsui Spur Line）現在是港鐵屯馬綫一部分，全長約1.1公里，路綫由紅磡站沿梳士巴利道地底連接至尖東站，是香港少數相當接近海旁的鐵路路段。

## 計劃及工程
隨著九廣鐵路－英段在1975年由尖沙咀縮短至紅磡，往返兩區的市民只能依賴路面交通，如巴士、小巴等。而尖沙咀亦於1970－1980年代起迅速發展為商業及旅遊中心，區內交通日漸繁忙。早在1989年，由新世界發展、長江實業牽頭成立的財團建議興建「九龍架空鐵路」（Kowloon Sky Rail），連接中港碼頭、尖沙咀碼頭、尖沙咀東、紅磡站與紅磡灣填海區，可算是尖沙咀支線及九龍南綫的雛形。該財團擬斥資30億興建這條全長約4.7公里、途經漆咸道南、梳士巴利道及九龍公園徑的高架鐵路，沿途設有9站，長遠可延伸至西九龍及啟德一帶。惟因鐵路會認為會破壞尖沙咀海傍景觀及影響紅磡灣發展規劃，故無法取得市政局及港府青睞，環保署於1992年更因噪音問題否決環評報告。最終行政局在1993年上旬否決方案，但為九廣鐵路日後重返尖沙咀埋下伏線。
於1993年，港英政府委託顧問進行《香港鐵路發展研究》，當時九廣鐵路尖沙咀支線被列入東九龍綫的其中一部分；而於1994年末的運輸科發表《鐵路發展策略》，將東九龍綫分拆為「大圍至馬鞍山綫」（即後來的「馬鞍山鐵路」，現為的屯馬綫一部分）、「鑽石山至紅磡綫」（今沙中綫九龍部分）以及「九廣鐵路－英段（即今東鐵綫）延線」；並且建議將大圍至馬鞍山綫與九廣鐵路延綫中的紅磡至尖沙咀一段（尖沙咀支線）優先興建，兩個項目合稱為東鐵延線（英語：East Rail Extensions）。為配合工程，原有的中間道兒童遊樂場連接新世界中心的行人天橋須被拆除，而工程期間中間道兒童遊樂場、彌敦道、麼地道等多處亦須一度封閉。
整個項目耗資約41億港元，並於2001年3月起動工，工程將九廣東鐵由紅磡站沿梳士巴利道地底延長至尖沙咀東部，並興建全新南面終點站－尖東站；由九廣鐵路公司負責興建及日後營運。雖然尖沙咀支線有「支線」之名，但無支線之實，純粹只是由紅磡站伸延至尖東站。支線於2004年10月17日開放舉行試乘日，並於同月24日正式啟用。為九廣東鐵於相隔29年後再以尖沙咀為終點站，但位置有明顯距離，步行至前九龍車站原址的香港文化中心需時約10分鐘。
2007年12月2日兩鐵合併，九廣東鐵連同尖沙咀支線併入港鐵，並由香港鐵路有限公司營運。
2009年8月16日，九龍南綫通車，尖沙咀支線改為西鐵綫路段，故尖東站成為西鐵綫的一部分，並伸延至紅磡站為終點站；而東鐵綫亦改回以紅磡站為南端終點站，而紅磡站並成為兩綫的轉乘站，

### 紅磡站
尖沙咀支線啟用後，紅磡站1、4號月台成為備用月台；而2號月台為北行月台（往羅湖站／落馬洲站方向）；3號月台則為南行月台前往尖東站。

### 尖東站
車站工程由金門－西松聯營公司興建。而在兩鐵合併後，港鐵將尖東站與尖沙咀站合併管理。

### 屯馬綫
自屯馬綫（由西鐵綫與屯馬綫一期合併）2021年6月27日全綫通車後，現存大部分路段繼續由屯馬綫使用；但紅磡站相應月台及軌道（至隧道口附近）則改道至原紅磡貨場，而原有隧道口及月台則已停用。在屯馬綫（啟德至紅磡段）通車前7日，西鐵綫率先改行駛至新尖沙咀支線隧道口及新紅磡站月台。

## 創舉
- 曾擁有全球最長月台幕門車站－尖東站（約400米）[12]

## 車站及接駁路綫
| 中文站名             | 中文站名 | 英文站名   | 所在區域 | 接駁路綫 | 接駁路綫 | 啟用日期       |
| -------------------- | -------- | ---------- | -------- | -------- | -------- | -------------- |
| 尖沙咀支綫（屯馬綫） |          |            |          |          |          |                |
|                      | 尖東     |            | 油尖旺區 | 尖沙咀站 | 荃灣綫   | 2004年10月24日 |
|                      | 紅磡     |            | 油尖旺區 | 東鐵綫   | 東鐵綫   | 2021年6月20日  |
| 香港紅磡站           | 紅磡     | 城際直通車 | 油尖旺區 |          |          | 2021年6月20日  |

## 外部連結
- 香港鐵路大典上的相关条目：尖沙咀支綫